# Ligia Petit
Ligia Fernanda Petit Vargas (sinh ngày 22 tháng 10 năm 1981 tại Venezuela, Venezuela) là một người mẫu và diễn viên người Venezuela đã giành chiến thắng trong cuộc thi Hoa hậu Liên lục địa năm 2001 được tổ chức tại Coburg, Đức vào ngày 21 tháng 6 năm 2001. Cô là Hoa hậu Guárico tại Hoa hậu Venezuela 2000 cuộc thi và giành danh hiệu Á hậu 1. Cô ấy bây giờ là một nữ diễn viên ở đất nước của mình, Venezuela. 
Petit cũng giành chiến thắng trong cuộc thi Reina Sudamericana năm 2000 (Nữ hoàng Nam Mỹ), một cuộc thi sắc đẹp được tổ chức tại Santa Cruz (Bôlivia), vào ngày 3 tháng 11 năm 2000. Cô đã giành chiến thắng Hoa hậu Worldovision năm 2001.